# Chelanops coecus
Espèce
Synonymes
- Chelifer coecus Gervais, 1849
- Chelifer rotundimanus Ellingsen, 1910
- Chelanops chilensis Beier, 1932

Chelanops coecus est une espèce de pseudoscorpions de la famille des Chernetidae.

## Distribution
Cette espèce se rencontre  au Chili et en Argentine.

## Publication originale
- Gervais, 1849 : Aracnidos. Historia Fisica y Politica de Chile, Zoologia, Claudio Gay and Museo de Historia Naturel de Santiago, Paris and Santiago, vol. 4, p. 5-17.